# Mostno
Mostno (do 1945 r. niem. Kerstenbrügge) – wieś w Polsce położona w województwie zachodniopomorskim, w powiecie myśliborskim, w gminie Dębno. 
W latach 1975–1998 wieś administracyjnie należała do woj. gorzowskiego.
Według danych z 2012 r. miejscowość liczyła 199 mieszkańców. Wieś wchodziła w skład pruskiej domeny królewskiej Dębno od 1771 r., kiedy założono tutaj smolarnię i osadzono kolonistów. Od 1945 r. leży w granicach Polski.

## Toponimia
Dawna nazwa dolnoniemiecka Kerstenbrügge jest zestawieniem:
- nazwy osobowej Kerst (:Christianus), oraz
- Brügge „most”.

Nazwa na przestrzeni wieków: Kerstenbrügge 1771; Kerstenbruck 1833; Kerstenbrügge 1857; Kerstenbrügge do 1945. Wprowadzona po 1945 r. nazwa Mostno nawiązuje do drugiego członu nazwy niemieckiej.

## Położenie
Wieś położona jest 4,5 km na wschód od Dębna.
Zgodnie z podziałem fizycznogeograficznym Polski według Kondrackiego teren na którym położone jest Mostno należy do prowincji Niżu Środkowoeuropejskiego, podprowincji Pojezierza Południowobałtyckiego, makroregionu Pojezierze Południowopomorskie oraz w końcowej klasyfikacji do mezoregionu Równina Gorzowska.

## Integralne części wsi
| SIMC    | Nazwa | Rodzaj |
| ------- | ----- | ------ |
| 0179980 | Łazy  | osada  |

## Historia
- 1771 – założenie smolarni przez urząd domeny w Dębnie, który następnie osadza tu kolonistów[10].
- 1809 – spis wymienia kolonię (niem. Etablissement), do której należy 45 ha ziemi; w 12 domach mieszka 10 chałupników, 5 komorników i płóciennik.
- 1910 – uruchomienie szkoły.
- Po 1918 – funkcjonują: szkoła, przedszkole, sala wiejska, dwa sklepy, gospoda; wieś posiada cmentarz oraz kaplicę pogrzebową.
- 04.02.1945 – zajęcie przez wojska 5 Armii 1 Frontu Białoruskiego.
- 1955–58 – we wsi mieści się biblioteka gromadzka.
- 1981 – budowa kościoła pw. Matki Boskiej Wspomożenia Wiernych.
- 01.01.2007 – wydzielenie sołectwa Więcław z dotychczasowego sołectwa Mostno – Więcław, na mocy uchwały nr LXVI/388/2006 Rady Miejskiej w Dębnie z dnia 26 maja 2006 r.[11].

## Ludność
| Rok  | Ludność |
| ---- | ------- |
| 1995 | 186     |
| 2000 | 199     |
| 2010 | 204     |

## Gospodarka
Struktura działalności gospodarczej w kwietniu 2007 r.:
| Dział     | Liczba |
| --------- | ------ |
| Produkcja | 3      |
| Transport | 1      |
| Handel    | 5      |
| Usługi    | 4      |

W Mostnie funkcjonuje 18 gospodarstw rolnych o łącznej powierzchni 56,39 ha. Struktura użytków rolnych w kwietniu 2007 r.:
| Użytki rolne | Pow. w ha |
| ------------ | --------- |
| Orne         | 54,74     |
| Zielone      | 0         |

W pobliżu wsi znajdują się złoża ropy naftowej i gazu ziemnego BMB (Barnówko – Mostno – Buszewo), aktualnie uważane za największe w Polsce. Wydobycie realizuje kopalnia ropy naftowej i gazu ziemnego Dębno.

## Edukacja
Dzieci uczęszczają do Szkoły Podstawowej nr 1 im. Komisji Edukacji Narodowej w Dębnie lub Niepublicznej Szkoły Podstawowej w Barnówku, młodzież natomiast do gimnazjum publicznego w Dębnie.

## Instytucje i organizacje
- Sołectwo Mostno – ogół mieszkańców wsi Mostno i Łazy stanowi Samorząd Mieszkańców Sołectwa.
- W Barnówku ma siedzibę Stowarzyszenie Edukacyjne Na Rzecz Rozwoju Wsi: Mostno, Więcław, Łazy i Barnówko „Nasza Szkoła”.

## Parafia
Kościół pw. Matki Boskiej Wspomożenia Wiernych w Mostnie jest filialnym parafii rzymskokatolickiej pod wezwaniem św. Apostołów Piotra i Pawła w Dębnie.

## Atrakcje turystyczne
- Przez wieś przebiegają szlaki turystyczne:  – „Wokół Dębna”